# Baron (Gard)
Baron é uma comuna francesa na região administrativa de Occitânia, no departamento de Gard. Estende-se por uma área de 10,06 km². Em 2010 a comuna tinha 365 habitantes (densidade: 36,3 hab./km²).